# 迈克尔·格利森
迈克尔·格利森（英語：Michael Gleason，1876年11月16日—1923年1月11日），美国男子赛艇运动员。他曾代表美国参加1904年夏季奥林匹克运动会赛艇比赛，获得男子八人单桨有舵手金牌。